# Canton de Friville-Escarbotin
Le canton de Friville-Escarbotin est une circonscription électorale française située dans le département de la Somme et la région Hauts-de-France.

## Géographie
Ce canton est organisé autour de Friville-Escarbotin dans l'arrondissement d'Abbeville. Son altitude varie de 27 m (Nibas) à 129 m (Fressenneville) pour une altitude moyenne de 72 m.

## Histoire
Le canton est né en 1985 d'une division du Canton d'Ault.
À la suite du redécoupage cantonal de 2014, les limites territoriales du canton sont remaniées. Le nombre de communes du canton passe de 9 à 24.

## Représentation

### Conseillers généraux de 1985 à 2015
| Période | Période | Identité            | Étiquette           | Qualité                                                                   |
| ------- | ------- | ------------------- | ------------------- | ------------------------------------------------------------------------- |
| 1985    | 1992    | Christian Cahon     | UDF-PR              | Médecin                                                                   |
| 1992    | 2003    | Guy Roussel         | PCF                 | Commerçant et livreur de charbon Maire de Friville-Escarbotin (1977-2003) |
| 2003    | 2011    | Thierry Vansevenant | PCF - COM           | Monteur Conseiller municipal de Friville-Escarbotin Décédé en fonction    |
| 2011    | 2015    | David Lefèvre       | App. Modem puis DVG | Chef d'entreprise Maire de Friville-Escarbotin                            |

David Lefèvre est l'un des plus jeunes conseillers généraux de France. Élu en mars 2011 à l'âge de 26 ans sans étiquette, il s'est tout d'abord rapproché du Modem. Puis il s'est plusieurs fois associé avec le PS au conseil général et depuis 2014 au sein de la municipalité de Friville-Escarbotin.

### Conseillers départementaux à partir de 2015
| Période élective | Période élective | Mandat | Mandat   | Identité         | Nuance | Nuance | Qualité |
| ---------------- | ---------------- | ------ | -------- | ---------------- | ------ | ------ | --- |
| 2015             | 2021             | 2015   | 2021     | Maryline Ducrocq |        | DVD    | Educatrice spécialisée Ancienne adjointe au maire de Friville-Escarbotin (2008-2014) |
| 2015             | 2021             | 2015   | 2017     | Emmanuel Maquet  |        | LR     | Agent général d'assurance Maire de Mers-les-Bains (2001-2017) Député de la 3e circonscription de la Somme (depuis 2017) Secrétaire départemental de LR (depuis 2020) Ancien conseiller général du Canton d'Ault (2004-2015) Démissionnaire à la suite de son élection comme député |
| 2015             | 2021             | 2017   | 2021     | Emmanuel Noiret  |        | DVD    | Agriculteur Conseiller municipal de Cayeux-sur-Mer (depuis 2014) |
| 2021             | 2028             | 2021   | en cours | Monique Evrard   |        | DVD    | Présidente de la Maison Familiale Rurale d’Yzengremer Maire-adjointe de Mers-les-Bains |
| 2021             | 2028             | 2021   | en cours | Emmanuel Noiret  |        | DVD    | Agriculteur Conseiller municipal de Cayeux-sur-Mer (depuis 2014) Vice-président du conseil départemental de la Somme (depuis 2021) |

### Résultats détaillés

#### Élections de mars 2015
| Candidats            | Candidats         | Partis      | Partis      | Premier tour | Premier tour | Second tour | Second tour |
| Candidats            | Candidats         | Partis      | Partis      | Voix         | %            | Voix        | %           |
| -------------------- | ----------------- | ----------- | ----------- | ------------ | ------------ | ----------- | ----------- |
| 1                    | Maryline Ducrocq  |             | UDI         | 4 023        | 36,46        | 6 089       | 58,71       |
| 1                    | Emmanuel Maquet*  |             | UMP         | 4 023        | 36,46        | 6 089       | 58,71       |
| 2                    | Nathalie Huiart   |             | FN          | 3 923        | 35,56        | 4 283       | 41,29       |
| 2                    | David Martin      |             | FN          | 3 923        | 35,56        | 4 283       | 41,29       |
| 3                    | Raynald Boulenger |             | DVG         | 3 087        | 27,98        |             |             |
| 3                    | Liliane Redonnet  |             | DVG         | 3 087        | 27,98        |             |             |
|                      |                   |             |             |              |              |             |             |
| Inscrits             | Inscrits          | Inscrits    | Inscrits    | 22 175       | 100,00       | 22 172      | 100,00      |
| Abstentions          | Abstentions       | Abstentions | Abstentions | 10 049       | 45,36        | 10 288      | 46,40       |
| Votants              | Votants           | Votants     | Votants     | 12 105       | 54,64        | 11 884      | 53,60       |
| Blancs               | Blancs            | Blancs      | Blancs      | 683          | 5,64         | 1 119       | 9,42        |
| Nuls                 | Nuls              | Nuls        | Nuls        | 389          | 3,21         | 393         | 3,31        |
| Exprimés             | Exprimés          | Exprimés    | Exprimés    | 11 033       | 91,14        | 10 372      | 87,28       |
| * conseiller sortant |                   |             |             |              |              |             |             |

Maryline Ducrocq était la représentante de Jean Lassalle dans la Somme. Elle est non-inscrite.

#### Élections de juin 2021
Le premier tour des élections départementales de 2021 est marqué par un très faible taux de participation (33,26 % au niveau national). Dans le canton de Friville-Escarbotin, ce taux de participation est de 38,71 % (8 338 votants sur 21 542 inscrits) contre 36,82 % au niveau départemental. À l'issue de ce premier tour, deux binômes sont en ballottage : Monique Evrard et Emmanuel Noiret (Union au centre et à droite, 28,23 %) et Florence Le Moigne et Arnaud Petit (Union à gauche avec des écologistes, 27,18 %).
Le second tour des élections est marqué une nouvelle fois par une abstention massive équivalente au premier tour. Les taux de participation sont de 34,36 % au niveau national, 36,7 % dans le département et 39,11 % dans le canton de Friville-Escarbotin. Monique Evrard et Emmanuel Noiret (Union au centre et à droite) sont élus avec 50,23 % des suffrages exprimés (3 793 voix pour 8 421 votants et 21 532 inscrits),,,.

## Composition

### Composition avant 2015

Situation du canton de Friville-Escarbotin dans le département de la Somme avant 2015.

Le canton de Friville-Escarbotin regroupait 9 communes.
| Nom                             | Code Insee | Codepostal | Superficie (km2) | Population (dernière pop. légale) | Densité (hab./km2) |
| ------------------------------- | ---------- | ---------- | ---------------- | --------------------------------- | ------------------ |
| Friville-Escarbotin (chef-lieu) | 80368      | 80130      | 8,86             | 4 661 (2012)                      | 526                |
| Bourseville                     | 80124      | 80130      | 8,07             | 719 (2012)                        | 89                 |
| Fressenneville                  | 80360      | 80390      | 8,66             | 2 254 (2012)                      | 260                |
| Nibas                           | 80597      | 80390      | 12,65            | 836 (2012)                        | 66                 |
| Ochancourt                      | 80603      | 80210      | 3,95             | 288 (2012)                        | 73                 |
| Tully                           | 80770      | 80130      | 1,88             | 594 (2012)                        | 316                |
| Valines                         | 80775      | 80210      | 5,25             | 646 (2012)                        | 123                |
| Vaudricourt                     | 80780      | 80230      | 2,98             | 401 (2012)                        | 135                |
| Woincourt                       | 80827      | 80520      | 4,18             | 1 388 (2012)                      | 332                |

### Composition depuis 2015
Le canton de Friville-Escarbotin regroupe désormais 24 communes.
| Nom                                         | Code Insee | Intercommunalité       | Superficie (km2) | Population (dernière pop. légale) | Densité (hab./km2) | Modifier                                    |
| ------------------------------------------- | ---------- | ---------------------- | ---------------- | --------------------------------- | ------------------ | ------------------------------------------- |
| Friville-Escarbotin (bureau centralisateur) | 80368      | CC du Vimeu            | 8,86             | 4 394 (2022)                      | 496                | modifier les données · modifier les données |
| Allenay                                     | 80018      | CC des Villes Sœurs    | 2,18             | 252 (2022)                        | 116                | modifier les données · modifier les données |
| Ault                                        | 80039      | CC des Villes Sœurs    | 5,99             | 1 369 (2022)                      | 229                | modifier les données · modifier les données |
| Béthencourt-sur-Mer                         | 80096      | CC du Vimeu            | 2,95             | 897 (2022)                        | 304                | modifier les données · modifier les données |
| Bourseville                                 | 80124      | CC du Vimeu            | 8,07             | 715 (2022)                        | 89                 | modifier les données · modifier les données |
| Brutelles                                   | 80146      | CA de la Baie de Somme | 6,29             | 199 (2022)                        | 32                 | modifier les données · modifier les données |
| Cayeux-sur-Mer                              | 80182      | CA de la Baie de Somme | 26,29            | 2 344 (2022)                      | 89                 | modifier les données · modifier les données |
| Fressenneville                              | 80360      | CC du Vimeu            | 8,66             | 2 086 (2022)                      | 241                | modifier les données · modifier les données |
| Friaucourt                                  | 80364      | CC des Villes Sœurs    | 4,16             | 692 (2022)                        | 166                | modifier les données · modifier les données |
| Lanchères                                   | 80464      | CA de la Baie de Somme | 16,39            | 889 (2022)                        | 54                 | modifier les données · modifier les données |
| Méneslies                                   | 80527      | CC du Vimeu            | 4,04             | 303 (2022)                        | 75                 | modifier les données · modifier les données |
| Mers-les-Bains                              | 80533      | CC des Villes Sœurs    | 5,39             | 2 536 (2022)                      | 471                | modifier les données · modifier les données |
| Nibas                                       | 80597      | CC du Vimeu            | 12,65            | 828 (2022)                        | 65                 | modifier les données · modifier les données |
| Ochancourt                                  | 80603      | CC du Vimeu            | 3,95             | 320 (2022)                        | 81                 | modifier les données · modifier les données |
| Oust-Marest                                 | 80613      | CC des Villes Sœurs    | 5,80             | 612 (2022)                        | 106                | modifier les données · modifier les données |
| Pendé                                       | 80618      | CA de la Baie de Somme | 16,43            | 1 035 (2022)                      | 63                 | modifier les données · modifier les données |
| Saint-Blimont                               | 80700      | CA de la Baie de Somme | 6,63             | 884 (2022)                        | 133                | modifier les données · modifier les données |
| Saint-Quentin-la-Motte-Croix-au-Bailly      | 80714      | CC des Villes Sœurs    | 6,91             | 1 265 (2022)                      | 183                | modifier les données · modifier les données |
| Tully                                       | 80770      | CC du Vimeu            | 1,88             | 544 (2022)                        | 289                | modifier les données · modifier les données |
| Valines                                     | 80775      | CC du Vimeu            | 5,25             | 638 (2022)                        | 122                | modifier les données · modifier les données |
| Vaudricourt                                 | 80780      | CA de la Baie de Somme | 2,98             | 415 (2022)                        | 139                | modifier les données · modifier les données |
| Woignarue                                   | 80826      | CC des Villes Sœurs    | 16,51            | 751 (2022)                        | 45                 | modifier les données · modifier les données |
| Woincourt                                   | 80827      | CC du Vimeu            | 4,18             | 1 276 (2022)                      | 305                | modifier les données · modifier les données |
| Yzengremer                                  | 80834      | CC du Vimeu            | 3,40             | 509 (2022)                        | 150                | modifier les données · modifier les données |
| Canton de Friville-Escarbotin               | 8016       |                        | 185,84           | 25 753 (2022)                     | 139                | modifier les données                        |

## Démographie

### Démographie avant 2015
| 1990   | 1999   | 2006   | 2011   | 2012   |
| ------ | ------ | ------ | ------ | ------ |
| 12 349 | 12 046 | 11 752 | 11 785 | 11 787 |

### Démographie depuis 2015
En 2022, le canton comptait 25 753 habitants, en évolution de −4,85 % par rapport à 2016 (Somme : −1,26 %, France hors Mayotte : +2,11 %).
| 2013   | 2018   | 2022   |
| ------ | ------ | ------ |
| 27 685 | 26 546 | 25 753 |